# 刘连寿
刘连寿（1932年—），男，湖北武汉人，中国理论物理学家，曾任华中师范大学教授、博士生导师，中国物理学会理事。